# Österdalälven
Österdalälven – rzeka w zachodniej Szwecji o długości ok. 300 km. 
Początkiem rzeki jest zbiornik wodny Idresjön w miejscowości Idre, do którego wpływają dwie górskie rzeki Storån i Sörälven. Österdalälven przepływa przez jezioro Siljan. Uchodzi do rzeki Dalälven w pobliżu Djurås.
Miasta nad rzeką:
- Idre
- Särna
- Åsen
- Älvdalen
- Mora
- Leksand
- Djurås